# Mi–12
A Mi–12, más típusjellel V–12 (NATO-kódja: Homer) a Szovjetunióban, a Mil Tervezőirodában (OKB–329) az 1960-as években kifejlesztett szállító helikopter. A Mi–12 a valaha épített legnagyobb működőképes helikopter.
A Mi–6 két teljes rotor-hajtómű egységét egymás mellé, egy-egy szárny végére építették, nélkülözhetővé téve ezzel a farokrotort.
Fejlesztésének fő célja volt egy olyan szállító helikopter létrehozása, amely képes nagy méretű és tömegű katonai eszközök szállítására. Tervezése 1963-ban kezdődött a Mihail Mil vezetése alatt álló tervezőirodában. Ez volt az utolsó helikopter, melynek tervezésében még Mil is részt tudott venni. A prototípus építése 1965-ben indult, majd az első felszállásra 1968. július 10-én került sor. 1969 februárjában 31 030 kg-os tömeget emeltek vele 2951 méter magasságra. Majd – már egy kicsit bátrabban – ugyanezen év augusztus 6-án 44 205 kg-ot emeltek fel 2255 méterre. Ez utóbbi teljesítmény mind a mai napig világrekordnak számít.
A sikeres próbákat követően megépült egy második példány is (CCCP-21142 / H-833), amelyet 1971-ben reklám céllal több európai légiparádén is bemutattak. Mindezek ellenére a helikoptert fejlesztői túlságosan kockázatos konstrukciónak találták, ezért két megépített példányt követően a programot 1972-ben leállították.
Néhány forrás említést tesz egy harmadik megépült példányról is, de ezt hivatalos közlemény soha sem erősítette meg. Egy baleset azonban ismert, melynek során az első példánnyal berepülés során keményen értek talajt. Az első futómű deformálódott, de a sérülés kijavítását követően a projekt folytatódott.
Az egyik példány ma megtekinthető a légierő monyinói múzeumában (Moszkvától 50 km-re keletre), míg a másik állítólag a Mil Helikoptergyár birtokában van.